# Кааби, Межди
Межди Кааби (род. 1961) — тунисский шахматист, международный мастер (1982).
В составе сборной Туниса участник 8-и Олимпиад (1982—1986, 1990—1996, 2002).